# علی معظمی‌گودرزی
علی معظمی‌گودرزی یکی از شرکت کننده‌ها در مراسم چهلم حدیث نجفی در جریان خیزش ۱۴۰۱ ایران بود که به ادعای دستگاه قضایی جمهوری اسلامی به‌همراه ۱۵ نفر دیگر در مرگ یک بسیجی در درگیری‌های آن روز نقش داشته‌اند. علی معظمی‌گودرزی در زندان به سر می‌برد و برای او حکم افساد فی الارض صادر شده‌است.
ابتدا حکم اعدام برای وی صادر شد که بعد از بررسی مجدد مجازات ۲۵ سال حبس برای او در نظر گرفته شد و بعد از بررسی دوباره حکم او به ۳ سال حبس تقلیل داده شد.
در بررسی دوباره پرونده چهلم حدیث نجفی تمامی احکام اعدام شکسته شدند اما به دلیل عجله در اعدام محمد مهدی کرمی و سید محمد حسینی دو تن از متهمان این پرونده در ۱۷ دی ۱۴۰۱ اعدام شدند.
محسن برهانی حقوق دان و وکیل دادگستری بعد از صدور احکام جدید در حساب توییتر خود نوشت:
«از معدود نکات مثبت رای جدید، نبود حکم اعدام است. فقط حسرتی ماند بر کرمی و حسینی. عجله در اعدام که مجازاتی غیرقابل بازگشت است فقط حسرت آفرین است.»

## بازداشت و محاکمه
جلسه دادگاه علی معظمی‌گودرزی و متهم‌های پرونده کشته شدن بسیجی روح‌الله عجمیان در کرج، در شعبه اول دادگاه انقلاب استان البرز به ریاست موسی آصف الحسینی در حالی برگزار شده که قاضی دادگاه اجازه نداده هیچ وکیل اکتسابی در این پرونده وارد شود.